# John B. Thayer
John Borland Thayer, Jr. (21 de abril de 1862 – 15 de abril de 1912) foi um jogador de críquete e, mais tarde, um influente empresário e vice-presidente dos Caminhos-de-Ferro da Pensilvânia.
Thayer estava a bordo do transatlântico RMS Titanic, viajando em Primeira Classe com a família, durante a sua viagem inaugural, e morreu quando o navio afundou após colidir com um iceberg.

## Biografia

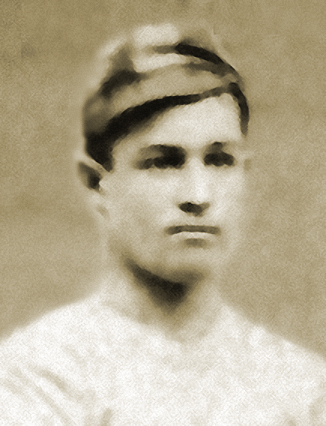
Thayer como jogador de baseball na Universidade da Pensilvânia, em 1879.

### Juventude
Thayer nasceu a 21 de abril de 1862, na Filadélfia, Estados Unidos. Jogou o primeiro jogo de críquete para o Merion Cricket Club aos catorze anos de idade, em 1876. Frequentou a Universidade da Pensilvânia, onde foi capitão da equipa de baseball em 1879.
Em 1884, com vinte e dois anos, Thayer visitou a Inglaterra com a equipa de críquete da Filadélfia. Lá conseguiu realizar 817 runs, eliminando 22 wickets adversários. Na sua carreira, Thayer protagonizou sete partidas de críquete hoje categorizadas como "de primeira classe" (partidas que têm uma duração de três ou mais dias, entre duas equipas de onze jogadores de standard oficialmente reconhecido); todos eles no Germantown Cricket Club, na Pensilvânia.

### Casamento
A 9 de novembro de 1893 Thayer casou-se com Marian Longstreth Morris (1872–1944), filha de Frederick Wistar Morris e Elizabeth Flower Paul, na Filadélfia. Tiveram quatro filhos: John Borland "Jack" Thayer III (1894–1945), Frederick Morris Thayer (1896–1956), Margaret Thayer (1898–1960), Pauline Thayer (1901–1981)

### A bordo doTitanic
Entrando no mundo dos negócios, Thayer deixou para trás a sua atividade desportiva, apesar de manter o seu interesse no críquete. Em 1912, Thayer era vice-presidente da companhia que governava os caminhos-de-ferro na Pensilvânia.
Thayer e a família tinham passado uma temporada na Europa, a convite do Cônsul Americano em Berlim, na Alemanha. John, a esposa e o filho mais velho, Jack, embarcaram no RMS Titanic na tarde de 10 de abril de 1912 em Cherbourg, na França. A família viajava em Primeira Classe: o casal ocupou o quarto C-68 e o filho o quarto C-70, no Convés C.
John Thayer encontrava-se na sua cama quando o navio colidiu com um iceberg a meio do Atlântico Norte, às 23:40h do dia 14 de abril. A sua esposa e o seu filho, Jack, preparavam-se para se deitar. Jack vestiu uma sobrecasaca e subiu até ao Convés A, de onde viu pedaços de gelo perto da proa. Jack regressou ao quarto, e os seus pais seguiram-no de volta ao convés superior. John estava seguro de ter visto pedaços de gelo a flutuar na água, apesar de o seu filho manter que não havia nada no oceano. A família notou que o chão se estava lentamente a inclinar e, passados cinco minutos, regressaram ao quarto, vestiram-se e colocaram coletes salva-vidas. Chegando ao convés superior, os oficiais começaram chamaram as mulheres para junto dos botes salva-vidas. Jack e John despediram-se Marian que, acompanhada da sua empregada, se dirigiu a um bote. Não se apercebendo da seriedade da situação, Jack e John permaneceram nos conveses A e B. Ambos subiram de novo para verificar se a mãe e esposa tinha entrado a bordo de um bote salva-vidas em segurança mas, ao cruzarem-se com um dos comissários do navio, foram informados que ela ainda estava a bordo do Titanic.
John encontrou a esposa e, perdendo Jack de vista na multidão, acompanhou-a, sozinho, até ao Bote 4. Thayer não tinha qualquer intenção de entrar a bordo de um dos botes e, permaneceu com os amigos George e Harry Widener e Charles Duane Williams. Depois de todos os botes serem lançados ao mar, o Coronel Archibald Gracie avistou John Thayer falando com George Widener, com uma expressão "pálida e determinada". É possível que eles se tenham deslocado até à popa do navio, que se elevava fora de água, como muitos outros passageiros, uma vez que Gracie não os avistou novamente quando passou pelo mesmo sítio pouco tempo depois.
Esta tratou-se da última vez que John B. Thayer foi avistado, vivo ou morto. O seu corpo nunca foi encontrado ou, se o foi, nunca foi identificado.